# Pristimantis gualacenio
Espèce
Pristimantis gualacenio est une espèce d'amphibiens de la famille des Craugastoridae.

## Répartition
Cette espèce est endémique de la province de Morona-Santiago en Équateur.

## Étymologie
Son nom d'espèce lui a été donné en référence au lieu de sa découverte, le río Gualceño.

## Publication originale
- Urgilés, Sánchez-Nivicela, Nieves & Yánez-Muñoz, 2014 : Terrestrial frogs in southern Andean ecosystems of Ecuador I: Two new species of Pristimantis (Anura: Craugastoridae) of the eastern versant/Ranas terrestres en los ecosistemas surandinos de Ecuador I: Dos nuevas especies de Pristimantis (Anura: Craugastoridae) de la ladera oriental. Avances en Ciencias e Ingeníerias, Sección B, Quito, vol. 6, p. 51–59.